# Сри Аман (область)
Сри Аман (малайск. Sri Aman) — одна из областей в составе малайзийского штата Саравак на острове Калимантан. Прежнее название — Симангганг.

## География
Область расположена в западной части штата, и занимает 5 466,7 км².

## Население
В 2010 году в области Сри Аман проживало 93 379 человек. Большинство жителей области Сри Аман — ибаны, китайцы и малайцы.

## Административное деление
Область Сри Аман делится на два округа:
- Сри Аман
- Мерадонг

## Экономика
Основой экономики области являtтся сельское хозяйство.